# Penstemon tenuis
Espèce
Penstemon tenuis  est une espèce de plantes de la famille des Plantaginacées, originaire d'Amérique du Nord. Elle est connue sous le nom de  Brazos Beardtongue ou Gulf Coast Beardtongue en anglais.

## Description
Cette espèce est pérenne et peut atteindre 90cm de hauteur. Les fleurs sont généralement de couleur rose. Elle se trouve dans le sud des États-Unis.